# Kylie's Non-Stop History 50+1
"Kylie's Non-Stop History 50+1" je kompilacijski album australske pjevačice Kylie Minogue. Izdan je 1. srpnja 1993. godine u Japanu, a u Ujedinjenom Kraljevstvu izdan je u listopadu 1993. godine. Na albumu su pjesme koje je Minogue objavila u izdanju diskografske kuće PWL te Techno Rave Mix pjesme "Celebration". Sve se pjesme nastavljaju jedna na drugu u čine megamiks. Album je završio na 68. mjestu top ljestvice u Ujedinjenom Kraljevstvu
Završio je na 59. mjestu top ljestvice u Japanu zbog prodanih 13.660 primjeraka. 

## Popis pjesama
1. Do You Dare
2. I Guess I Like It Like That / Keep On Pumpin' It
3. Closer
4. Shocked
5. Things Can Only Get Better
6. What Do I Have to Do?
7. Better the Devil You Know
8. What Kind of Fool (Heard All That Before)
9. Secrets
10. Where In The World?
11. Give Me Just a Little More Time
12. I Miss You
13. Step Back in Time
14. Celebration
15. Right Here, Right Now
16. Always Find The Time
17. Look My Way
18. Count The Days
19. One Boy Girl
20. Rhythm Of Love
21. Word Is Out
22. Just Wanna Love You
23. It's No Secret
24. I'll Still Be Loving You
25. Let's Get To It
26. Too Much Of A Good Thing
27. Live And Learn
28. Finer Feelings
29. The World Still Turns
30. My Secret Heart
31. No World Without You
32. Especially for You (Duet s Jasonom Donovanom)
33. Say The Word — I'll Be There
34. Tears on My Pillow
35. Tell Tale Signs
36. If You Were with Me Now
37. Heaven And Earth
38. Nothing To Lose
39. Wouldn't Change A Thing
40. Je Ne Sais Pas Pourquoi
41. Made in Heaven
42. Hand on Your Heart
43. Enjoy Yourself
44. I’m Over Dreaming (Over You)
45. Never Too Late
46. Love at First Sight
47. Got to Be Certain
48. Turn It Into Love
49. I Should Be So Lucky
50. The Loco-Motion
51. Celebration (Techno Rave Mix)